# Championnat de Yougoslavie de football 1982-1983
Navigation
Saison précédente Saison suivante
La saison 1982-1983 du Championnat de Yougoslavie de football est la cinquante-quatrième édition du championnat de première division en Yougoslavie. Les dix-huit meilleurs clubs du pays prennent part à la compétition et sont regroupées en une poule unique où chaque formation affronte deux fois ses adversaires, à domicile et à l'extérieur. En fin de saison, les deux derniers du classement sont relégués et remplacés par les deux meilleures équipes de deuxième division.
C'est le club du FK Partizan Belgrade qui remporte la compétition, en terminant en tête du classement final, avec deux points d'avance sur un duo composé du tenant du titre, le Dinamo Zagreb et du Hajduk Split. C'est le 9e titre de champion de Yougoslavie de l'histoire du club.

## Les clubs participants
| - Partizan Belgrade - Dinamo Zagreb - FK Étoile rouge de Belgrade - Hajduk Split - FK Vojvodina Novi Sad - NK Rijeka - FK Radnicki Nis - NK Osijek - Buducnost Titograd | - FK Velez Mostar - NK Dinamo Vinkovci - Promu de D2 - FK Vardar Skopje - FK Galenika Zemun - Promu de D2 - FK Sarajevo - OFK Belgrade - FK Sloboda Tuzla - FK Zeljeznicar Sarajevo - Olimpija Ljubljana |

## Compétition

### Classement
Le classement est effectué en utilisant le barème classique (victoire à 2 points, match nul un point, défaite zéro point).
| Rang | Équipe                      | Pts | J  | G  | N  | P  | Bp | Bc | Diff |
| ---- | --------------------------- | --- | -- | -- | -- | -- | -- | -- | ---- |
| 1    | FK Partizan Belgrade        | 45  | 34 | 17 | 11 | 6  | 58 | 37 | +21  |
| 2    | Hajduk Split                | 43  | 34 | 14 | 15 | 5  | 51 | 33 | +18  |
| 3    | Dinamo Zagreb (T) (C)       | 43  | 34 | 14 | 15 | 5  | 56 | 40 | +16  |
| 4    | FK Radnicki Nis             | 40  | 34 | 15 | 10 | 9  | 45 | 39 | +6   |
| 5    | FK Étoile rouge de Belgrade | 37  | 34 | 13 | 11 | 10 | 55 | 50 | +5   |
| 6    | FK Sloboda Tuzla            | 35  | 34 | 12 | 11 | 11 | 44 | 33 | +11  |
| 7    | Olimpija Ljubljana          | 35  | 34 | 11 | 13 | 10 | 33 | 31 | +2   |
| 8    | FK Vardar Skopje            | 35  | 34 | 13 | 9  | 12 | 43 | 47 | -4   |
| 9    | FK Vojvodina Novi Sad       | 34  | 34 | 12 | 10 | 12 | 38 | 60 | -22  |
| 10   | FK Zeljeznicar Sarajevo     | 33  | 34 | 11 | 11 | 12 | 41 | 40 | +1   |
| 11   | FK Sarajevo                 | 32  | 34 | 10 | 12 | 12 | 45 | 44 | +1   |
| 12   | NK Dinamo Vinkovci (P)      | 31  | 34 | 12 | 7  | 15 | 56 | 59 | -3   |
| 13   | FK Velez Mostar             | 31  | 34 | 11 | 9  | 14 | 54 | 57 | -3   |
| 14   | Buducnost Titograd          | 31  | 34 | 11 | 9  | 14 | 39 | 52 | -13  |
| 15   | NK Rijeka                   | 30  | 34 | 10 | 10 | 14 | 51 | 52 | -1   |
| 16   | NK Osijek                   | 29  | 34 | 11 | 7  | 16 | 48 | 51 | -3   |
| 17   | OFK Belgrade                | 28  | 34 | 9  | 10 | 15 | 38 | 45 | -7   |
| 18   | FK Galenika Zemun (P)       | 19  | 34 | 4  | 12 | 18 | 31 | 56 | -25  |

|  | Qualification pour la Coupe d'Europe des clubs champions 1983-1984                                |
|  | Qualification pour la Coupe des Coupes 1983-1984                                                  |
|  | Qualification pour la Coupe UEFA 1983-1984                                                        |
|  | Relégation directe en deuxième division                                                           |
|  | (T) : Tenant du titre (C) : Vainqueur de la Coupe de Yougoslavie (P) : Promu de deuxième division |

## Bilan de la saison
| Championnat de Yougoslavie de football 1982-1983                        |                                 |
| Champion                                                                | FK Partizan Belgrade (9e titre) |
| Coupes et trophées                                                      |                                 |
| Vainqueur de la Coupe de Yougoslavie 1982-1983                          | Dinamo Zagreb                   |
| Qualifications continentales                                            |                                 |
| Coupe d'Europe des clubs champions 1983-1984                            | FK Partizan Belgrade            |
| Coupe des Coupes 1983-1984                                              | Dinamo Zagreb                   |
| Coupe UEFA 1983-1984                                                    | Hajduk Split                    |
| Coupe UEFA 1983-1984                                                    | FK Radnicki Nis                 |
| Coupe UEFA 1983-1984                                                    | FK Étoile rouge de Belgrade     |
| Promotions et relégations                                               |                                 |
| Promus en Prva Liga                                                     | FC Pristina                     |
| Promus en Prva Liga                                                     | NK Celik Zenica                 |
| Relégués en Championnat de Yougoslavie de football de deuxième division | OFK Belgrade                    |
| Relégués en Championnat de Yougoslavie de football de deuxième division | FK Galenika Zemun               |